# Nio ES6
Nio ES6 — электромобиль-внедорожник производства компании NIO, запущенный в производство в 2019 году.

## Первое поколение
Первое поколение автомобилей Nio ES6 было представлено в декабре 2018 года. Продажи начались в 2019 году.

### Особенности
Автомобиль Nio ES6 питается от литий-ионного аккумулятора, как и Nio ES8. Кузов и шасси полностью изготовлены из алюминия, а компоновка в стандартной комплектации полноприводная с пневматической подвеской. Дизайн включает в себя X-образную планку и фирменные задние фонари Nio «Spark Beat». Время разгона до 100 км/ч составляет 4,7 секунды.
Nio ES6 стал первым электромобилем как с электродвигателями постоянного тока, так и с асинхронными двигателями. Запас хода составляет до 610 км в неделю.
Цены варьировались от 358 000 до 468 000 юань.

### Галерея

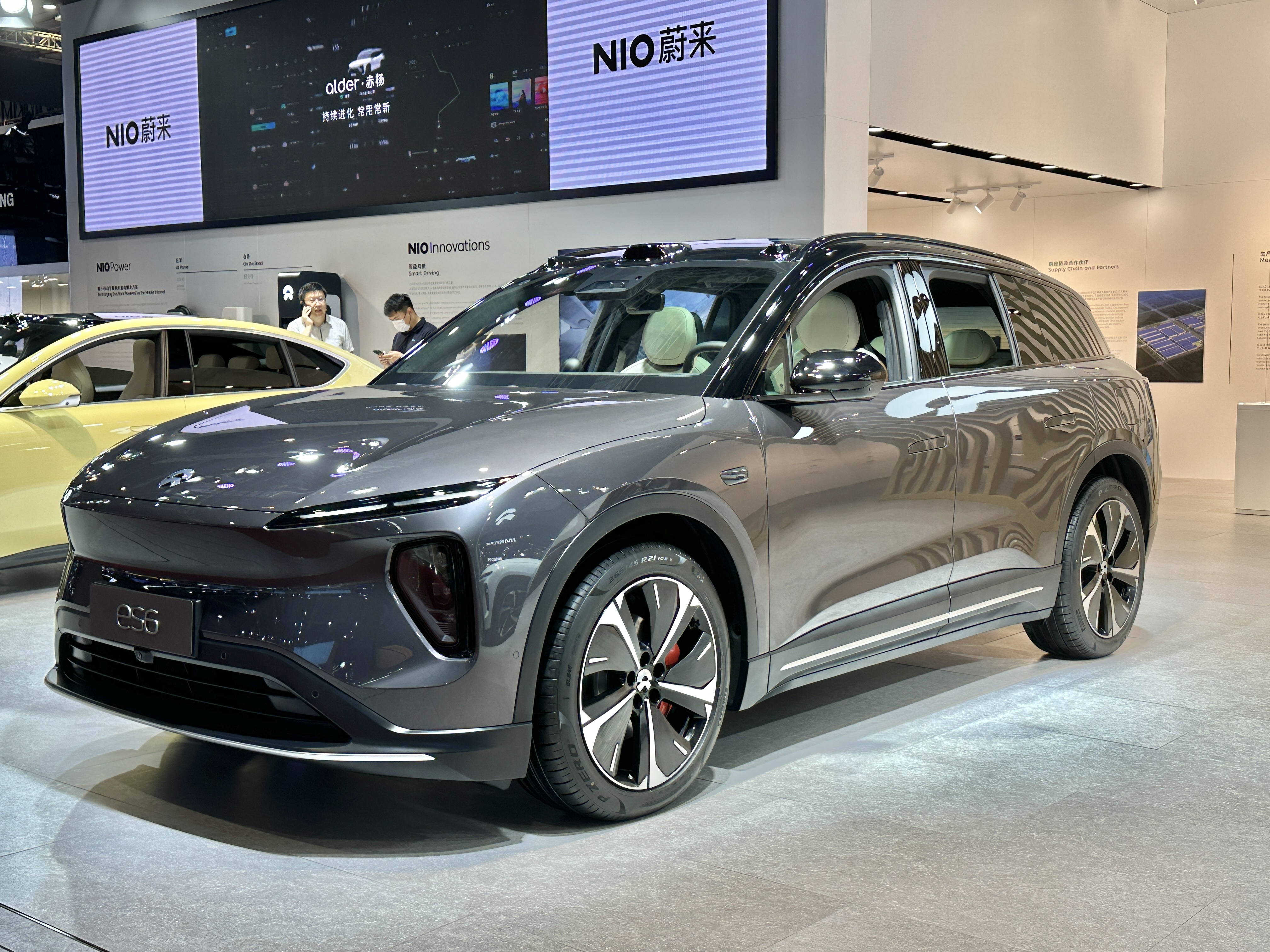
Вид спереди
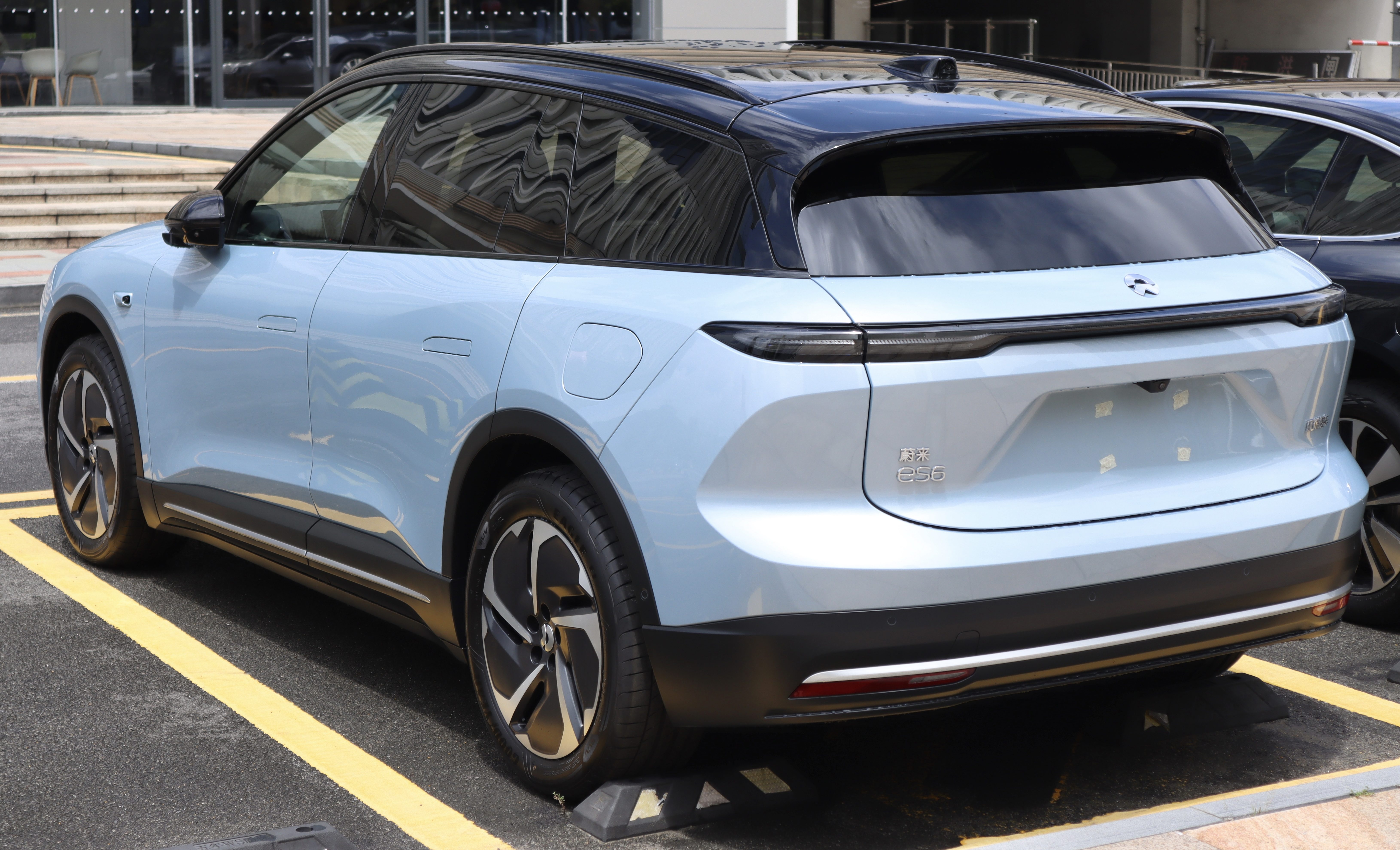
Вид сзади

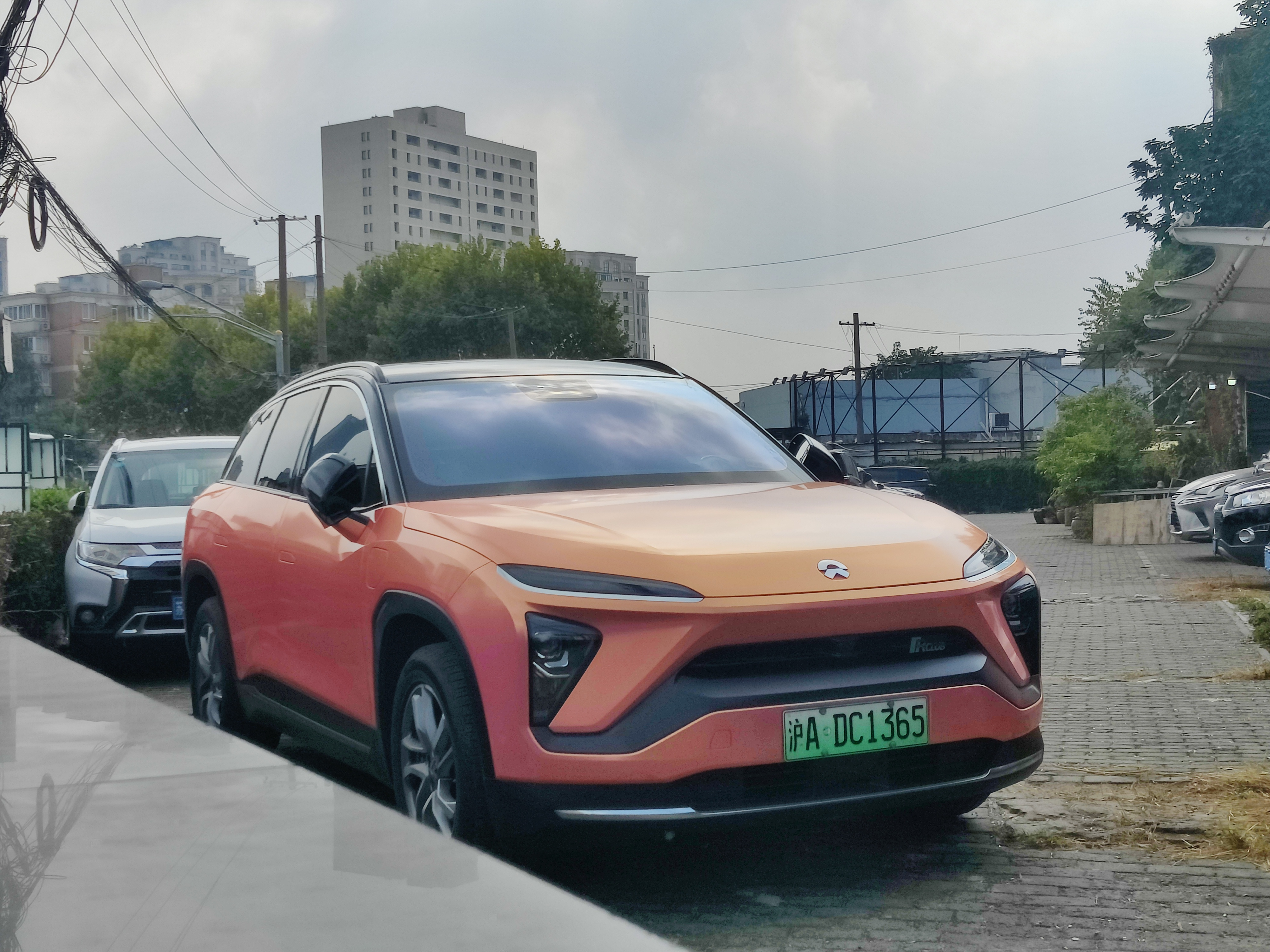
Вид спереди
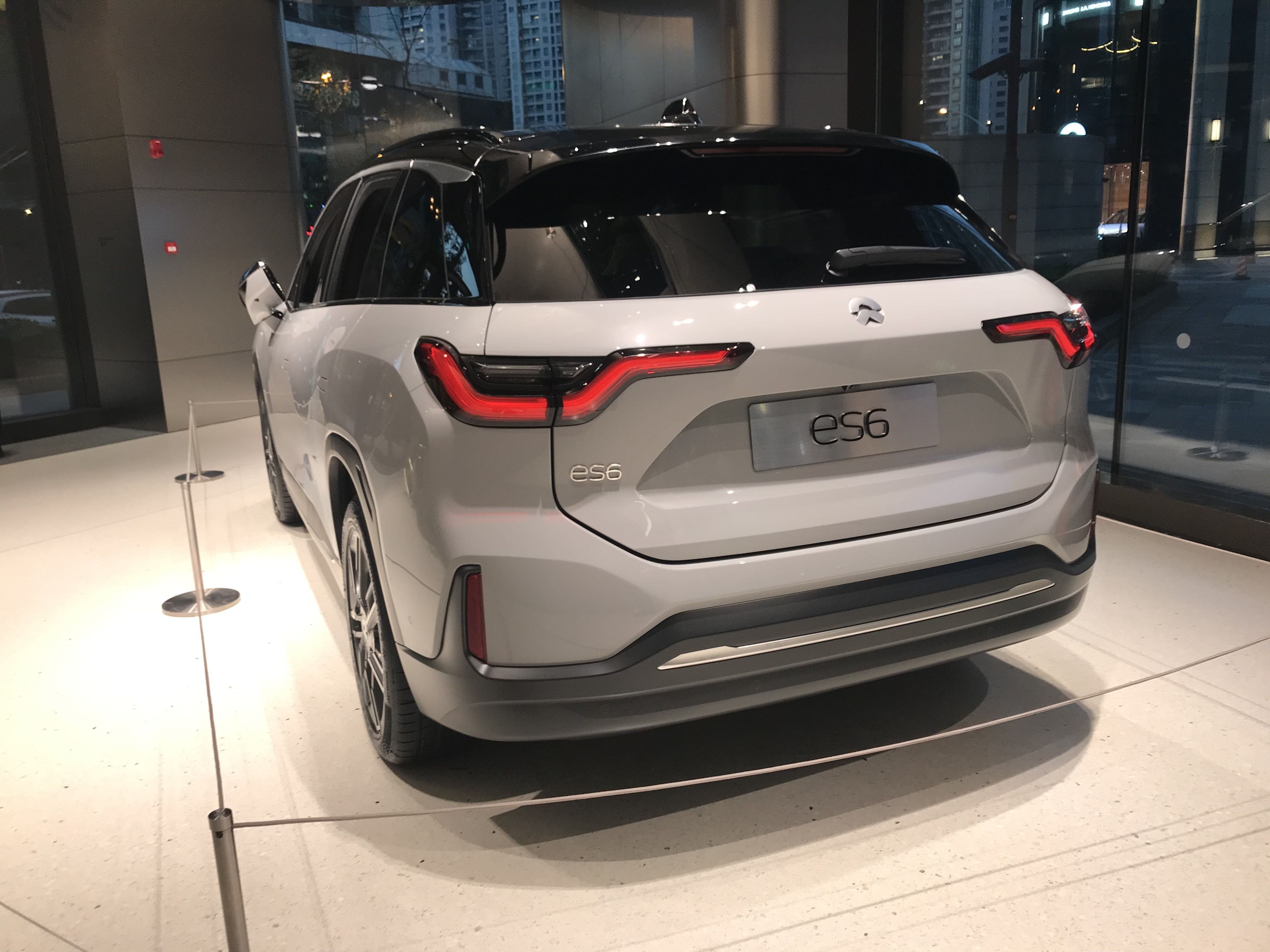
Вид сзади
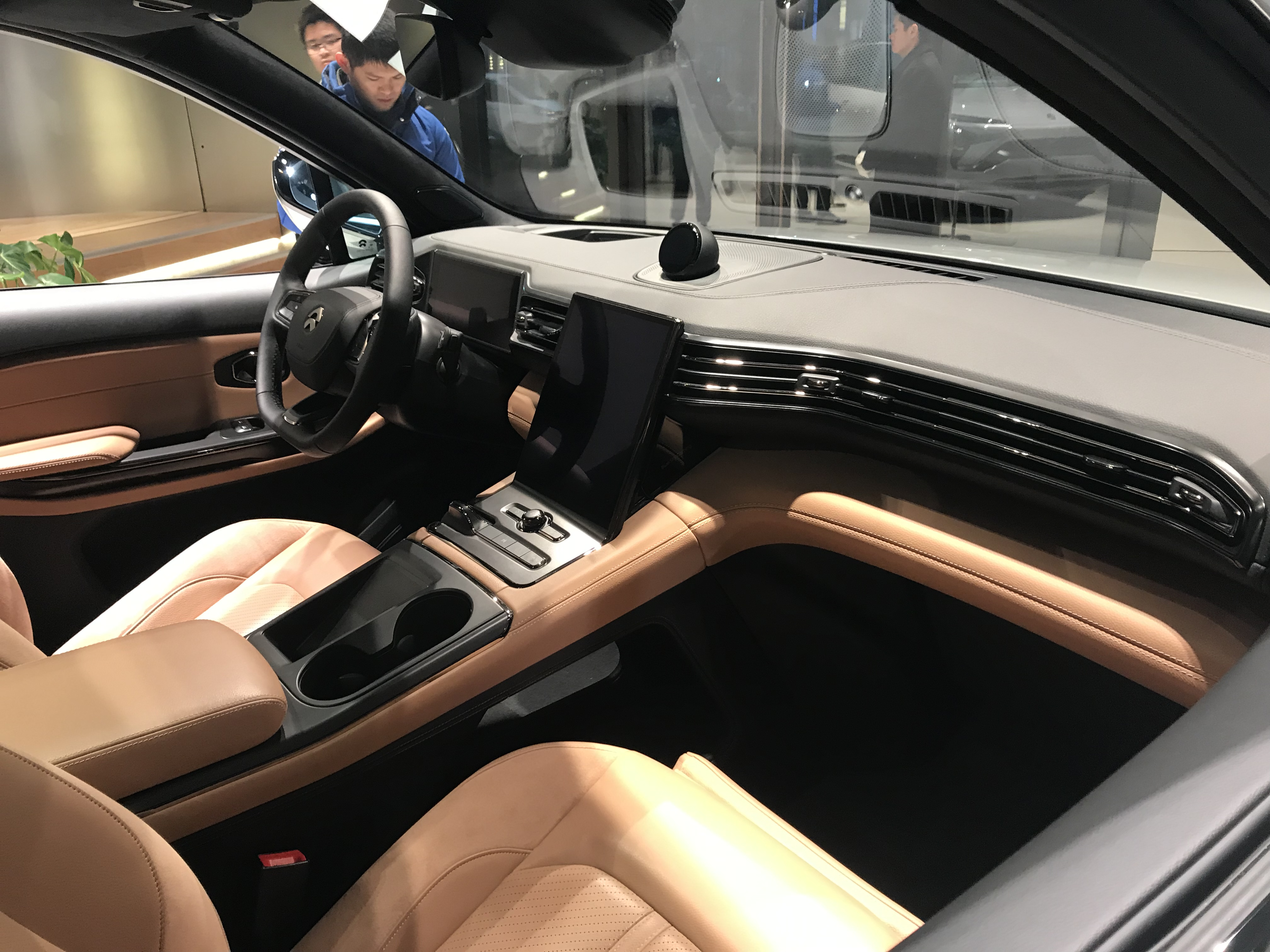
Интерьер

## Второе поколение
Второе поколение автомобилей Nio ES6 было представлено в 2023 году на автосалоне в Шанхае на платформе NT2.0. Запас хода по циклу CLTC составляет от 465 до 900 км в зависимости от ёмкости аккумулятора.

### Галерея
- Вид спереди
- Вид сзади